# Vip - Mio fratello superuomo
Vip - Mio fratello superuomo è un film di animazione del 1968 scritto e diretto da Bruno Bozzetto, in una coproduzione con delle case statunitensi. Parodia del mondo dei supereroi, questa pellicola mette in risalto i rischi per la popolazione che rincorre stili di vita basati sul consumismo e che appiattiscono il raziocinio dell'essere umano.
In RAI il lungometraggio, oggetto nel 1968 di un'inchiesta di Ernesto Guido Laura, viene trasmesso per la prima volta, in seconda serata, il 27 marzo 1971. Successivamente viene programmato per i più giovani (TV dei ragazzi) nel 1972 e nel 1976.
Viene poi programmato da Italia 1 (1985, 1987e 1991), da Telemontecarlo (1993 e  1994) e da TELE+1 (1995).

## Trama
Per una bizzarria del destino, l'ultimo Vip è padre di due fratelli diametralmente opposti, Supervip e Minivip, il primo dotato dei superpoteri e l'altro mingherlino e capace al massimo di svolazzare a poche spanne da terra.
Per affrontare il complesso di inferiorità che questo fatto provoca, Minivip si sottopone ad un'équipe di psicologi che gli prescrive una crociera in nave.
Durante la traversata Minivip finisce incidentalmente in una scialuppa in pieno oceano e con lui vi è un leone che si rivela in seguito di essere Lisa, una studentessa di Antropologia intenta a scrivere una tesi proprio sulla stirpe dei Vip, per quindi approdare sull'isola di Happy Betty la regina dei supermercati HB. Questa donna arrogante, a capo di un'organizzazione segreta, ha progettato un folle piano per rendere l'umanità intera una massa di docili consumatori.
Dopo molte divertenti peripezie sarà proprio Minivip a salvare il Mondo e far innamorare di sé Nervustrella, una delle vittime di Happy Betty, dimostrando che i due fratelli sono super eroi che si completano a vicenda.

## Seguito
Il tema di Vip viene ripreso quarant'anni dopo nella serie televisiva PsicoVip, serie di 26 episodi in animazione 3D prodotta da Rai Fiction e Maga Animation Studio.

## Produzione
Era previsto inizialmente il piccolo Minivip quale unico protagonista ma per volontà dei produttori americani fu aggiunto e messo in risalto il fratello supereroe, non propriamente determinante per l'esito della vicenda. Il protagonista sembra ricalcare la maschera dei personaggi di Woody Allen, allora già noto nella scena americana, non a caso con la voce storica di Oreste Lionello. La potente cospiratrice Happy Betty, fa il verso ai capi delle organizzazioni criminali e super tecnologiche dei film della serie 007, avvalendosi di un obbedientissimo personale cinese, come in Goldfinger.
Il film viene distribuito in Italia il 31 ottobre 1968.

## Critica
(Fantafilm)

## Altri media
Il racconto apparve anche in veste grafica sulle pagine de Il Giorno dei Ragazzi, storico inserto settimanale del quotidiano Il Giorno, noto per aver dato i natali del personaggio di Cocco Bill di Jacovitti.
I protagonisti sono stati ripresi anche in una graphic novel nel 2018 da Bozzetto e Grégory Panaccione